# 甘谷駅
甘谷駅（カムゴクえき）は、大韓民国全北特別自治道井邑市にある韓国鉄道公社（KORAIL）の駅である。2017年現在、停車する旅客列車は存在しない。

## 路線
- 韓国鉄道公社
  - 湖南線

## 歴史
- 1953年11月15日 - 開業。
- 2008年1月1日 - 旅客取扱中止。

## 隣の駅
韓国鉄道公社
湖南線
金堤駅 - 甘谷駅 - 新泰仁駅